# Ernest Schultz
Pour les articles homonymes, voir Schultz.
Ne doit pas être confondu avec Ernst Schultz.
Ernest Schultz, surnommé Erny, né le 29 janvier 1931 à Dalhunden (Bas-Rhin) et mort le 19 septembre 2013 à Lyon, est un ancien footballeur professionnel français. Il évoluait au poste d'attaquant. 

## Biographie
Ernest Schultz a joué 275 matchs en Division 1 et a inscrit 121 buts dans ce championnat. 
Bien qu'il soit retenu pour participer à la Coupe du monde 1954 en Suisse, il ne connaîtra qu'une seule et unique sélection en équipe de France, le 28 septembre 1961, à cette occasion il marque un but international. Il est le 2e meilleur buteur du Toulouse Football Club avec 86 buts.
À l'issue de sa carrière de joueur, il devient l'entraîneur de l'US Boulogne en 1967, tout en tenant un bar à Boulogne jusqu'en 1976.
En 1976, il vient s'installer à Dagneux en Côtière, la région de son épouse, où il habite jusqu'à son décès en 2013.

## Carrière

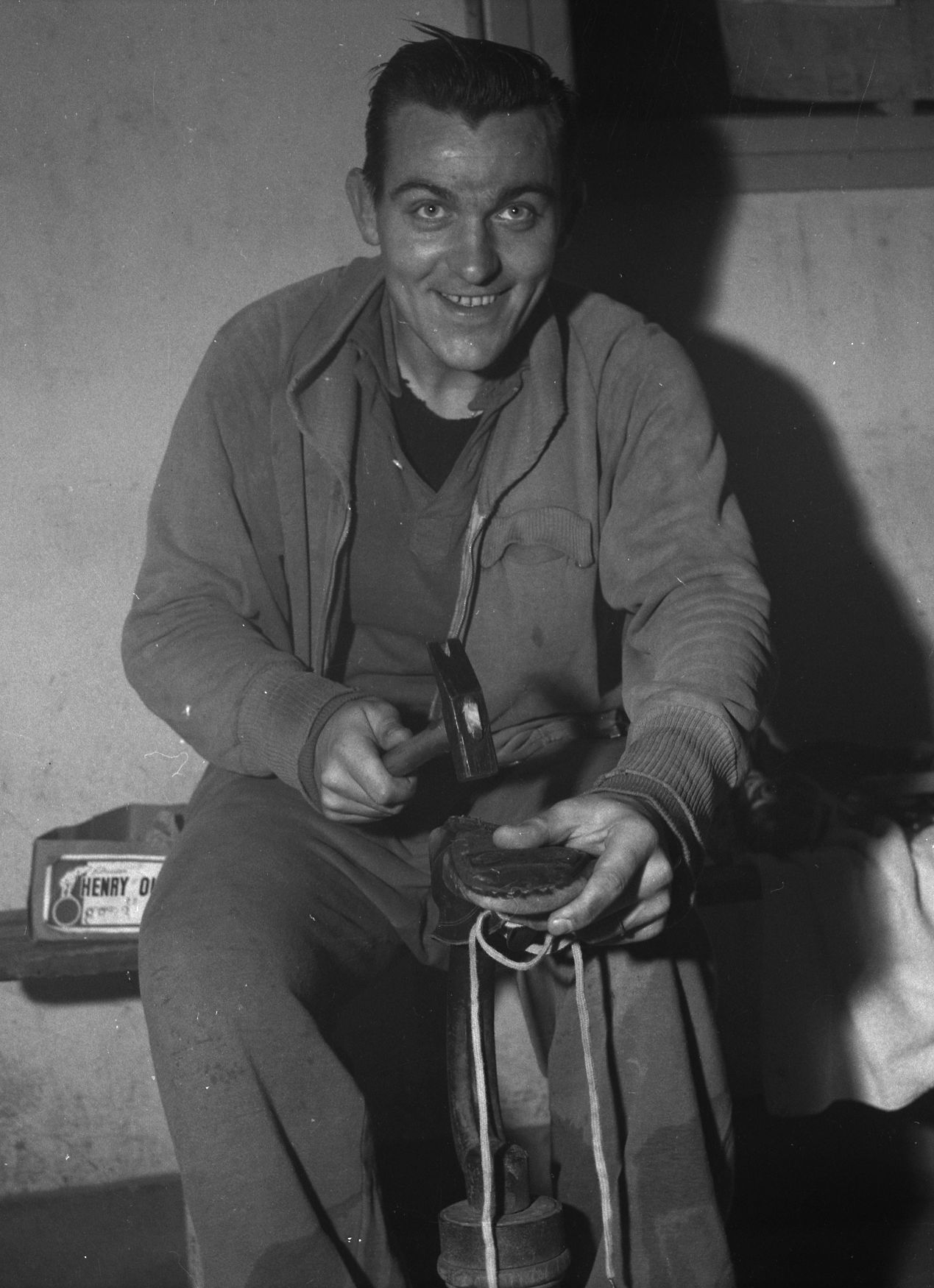
Ernest Schultz, arrangeant ses crampons en 1959.

### Joueur
- 1952-1957 : Olympique lyonnais
- 1957-1963 : Toulouse FC
- 1963-1964 : FC Nancy
- 1964-1967 : US Boulogne

### Entraîneur
- 1967 : US Boulogne

## Palmarès
- Champion de France de D2 en 1954 avec l'Olympique lyonnais